# Caicarostreptus roseopygidalis
Caicarostreptus roseopygidalis är en mångfotingart som beskrevs av Christoph D. Schubart 1969. Caicarostreptus roseopygidalis ingår i släktet Caicarostreptus och familjen Spirostreptidae. Inga underarter finns listade i Catalogue of Life.